# Perlang
Perlang is een bestuurslaag in het regentschap Bangka Tengah van de provincie Bangka-Belitung, Indonesië. Perlang telt 5556 inwoners (volkstelling 2010).